# Fenomenología (ciencia)
El término fenomenología se utiliza para describir un cuerpo de conocimiento que relaciona entre sí distintas observaciones empíricas de fenómenos, de forma consistente con la teoría fundamental, pero que no se deriva directamente de la misma.
Por ejemplo, pueden usarse expresiones algebraicas simples para modelar observaciones o resultados experimentales acerca de diferentes longitudes, masas y escalas de tiempo, a pesar del hecho de que las expresiones en sí mismas no pueden ser derivadas (o aún no han sido) de la teoría fundamental de dicha área de conocimiento.
Otra forma de describir a la fenomenología es que es un punto medio entre el experimento y la teoría. Es más abstracto e incluye más pasos lógicos que el experimento, pero está más directamente relacionado con el experimento que la teoría.
Las fronteras entre "teoría" y "fenomenología", y entre la misma y "experimento" son algo difusas y hasta un cierto punto dependen del entendimiento e intuición del científico que las describe.
La mayoría de los científicos dirían que un modelaje fenomenológico no constituye un entendimiento del fenómeno, pero también estarían de acuerdo en que juega un papel pertinente en la ciencia.